# Rapatea yapacana
Rapatea yapacana är en gräsväxtart som beskrevs av Bassett Maguire. Rapatea yapacana ingår i släktet Rapatea och familjen Rapateaceae. Inga underarter finns listade i Catalogue of Life.